# 尾張東部放送
株式会社尾張東部放送（おわりとうぶほうそう）は、愛知県瀬戸市、尾張旭市、長久手市の各一部地域を放送区域として周波数変調による超短波放送を営む特定地上基幹放送事業者である。
RADIO SANQ（ラジオサンキュー）の愛称で親しまれているコミュニティFM放送局。

## 概要
2006年開局。やきもの・ガラスの原料メーカー社長が代表を務めており、一部番組に出演している。
本社（収録スタジオ）は明治7年に建築された瀬戸焼の窯元・旧川本桝吉邸（現・ゲストハウスますきち）に置かれている。事務所・メインスタジオは瀬戸市栄町45番地（名鉄瀬戸線尾張瀬戸駅に隣接するパルティせと１階）に設置されている。送信所は代表の自宅敷地に設置されている。
放送エリアは瀬戸市・尾張旭市・長久手市の約27万人、可聴エリアは放送エリアの他、名古屋市・春日井市・日進市の各一部の約70万人
。
2012年4月2日、日本コミュニティ放送協会(JCBA)SimulRadioに参加。インターネットでの聴取が可能となった。
将棋の藤井聡太七冠(竜王・名人・永世王位・王座・永世棋王・王将・棋聖)出身の瀬戸市の放送局の為、藤井聡太七冠関連の番組を多く制作し「藤井聡太全力応援!盤上のキセキ」やYouTube全タイトル戦応援生ライブ放送などが人気を博している。

## 主な番組
- サンキューモーニング（月 - 金曜 7:00 - 9:59）
- ココカラサンキュー（月 - 金曜 13:00 - 13:59）
- サンキューイブニング（月曜・水曜 17:00 - 19:59、18:10 - 19:59、火曜 - 木曜 17:00 - 19:59、金曜 18:10 - 19:59）
- せとまちradio!（月曜 - 金曜 9:20 - 9:29、12:30 - 12:39、18:00 - 18:09、24:00 - 24:09）
- ともみとともに（月曜 10:00 - 10:59、再放送 : 13:00 - 13:59）
- タックイン三根のノリノリ（木曜 19:10 - 19:39）
- 学校大好き（1・3週）（金曜 16:00 - 16:59）
- りえの民謡チン・トン・シャン（木曜 20:00 - 20:30）
- 川柳の時間（金曜 15:00 - 15:59  再放送 : 水曜 11:00 - 11:59）
- Talkig BAR（金曜 19:10 - 19:50）

## パーソナリティー
- 林ともみ（サンキューモーニング月曜担当）
- 文佳（ココカラサンキュー月曜担当）
- 伊與木慶子（ココカラサンキュー月曜担当）
- 原光隆（サンキューイブニング月曜担当）
- 池戸陽平（サンキューモーニング火曜担当）
- 美咲(ココカラサンキュー火曜担当)
- いつき(ココカラサンキュー火曜担当)
- 旭堂鱗林（サンキューイブニング火曜担当）
- 登龍亭獅篭（サンキューイブニング火曜担当）
- 高橋ひろこ（サンキューモーニング水曜）
- 中島未来（ココカラサンキュー水曜担当）
- みつよしあや（ココカラサンキュー水曜担当）
- のざきなおと（サンキューイブニング水曜担当）
- 吉田有希（サンキューイブニング水曜担当）
- 横井三千（サンキューモーニング木曜担当）
- 高橋智子（ココカラサンキュー木曜担当）
- 飯島加奈（ココカラサンキュー木曜担当）
- タックイン三根（サンキューイブニング木曜担当）
- 千東大心（サンキューモーニング金曜担当）
- 中井康代（ココカラサンキュー金曜担当）
- 日比野とおる（ココカラサンキュー金曜担当）
- 寺田聡（サンキューイブニング金曜担当）